# Mont-sur-Meurthe
Mont-sur-Meurthe è un comune francese di 1 107 abitanti situato nel dipartimento della Meurthe e Mosella nella regione del Grand Est.

## Società

### Evoluzione demografica
Abitanti censiti